# Теорія потреб К. Альдерфера
Теорія потреб К. Альдерфера — одна з найбільш поширених змістовних теорій мотивації. Ці теорії описують структуру потреб, їх зміст, зв'язок з мотивацією людини до діяльності. Клейтон Альдерфер (1940—2015) — психолог з Єльського університету.

## Основа теорії

Взаємозв'язок потреб спілкування (R), існування (E) і особистісного зростання (G) за Альдерфером

Альдерфер погоджується з теорією Маслоу, але виділяє лише три потреби, які турбують людей:
- потреба існувати (Existence),
- потреба спілкуватися з іншими (Relatedness),
- і потреба свого росту і розвитку (Growth).

Альдерфер стверджував, що ці три потреби аналогічні потребам, що виділені Маслоу. Потреба існувати аналогічна фізіологічним потребам. Потреба спілкуватися з іншими —  соціальним потребам. Потреба зростання — потребі в самореалізації і повазі.
Клейтон Альдерфер стверджував, що сьогоднішні потреби можуть залишитися незадоволеними і через п'ять років, і тоді можна змінити орієнтири. Будучи молодою людиною, людина може прагнути стати президентом компанії. У зрілому віці він може вже не хотіти стати президентом, бо це забирає надто велику частину життя. Це вже інший погляд на потреби людини.
Альдерфер спробував встановити зв'язок між задоволенням потреб і їх активізацією, і в результаті визначив наступні сім принципів:
1) Чим менш задоволені потреби існування (E), тим сильніше вони проявляються.
2) Чим слабкіше задоволені соціальні потреби (R), тим сильніша дія потреб існування (E).
3) Чим повніше задоволені потреби існування (E), тим активніше заявляють про себе соціальні потреби (R).
4) Чим менш задоволені соціальні потреби (R), тим більше посилюється їх дія.
5) Чим менше задоволені потреби особистісного зростання і самореалізації (G), тим сильнішими стають соціальні потреби (R).
6) Чим повніше задоволені соціальні потреби (R), тим сильніше актуалізуються потреби особистісного зростання (G).
7) Чим менше задоволені потреби особистісного зростання (G), тим активніше вони проявляють себе. Чим більше задовольняється потреба в особистісному зростанні, тим сильнішою вона стає.
Таким чином Альдерфер показав, що порядок актуалізації потреб може бути іншим, ніж вказував Маслоу, і залежати не лише від її місця в ієрархії, але й від ступеня задоволення як цієї потреби, так і деяких інших потреб.

## Відмінності від теорії Маслоу
Теорія Альдерфера має принципову відмінність від теорії Маслоу — рух по ієрархії може здійснюватися як знизу вгору, так і згори вниз, у тому випадку, якщо не задовольняється потреба вищого рівня.
Від потреби існувати ви можете перейти до потреби спілкування. Але ваше службове зростання може сповільнитися, і замість прагнення до росту по службовій драбині, вас будуть цікавити відносини з людьми.